# Sébastien Carrat
Pas d'image ? Cliquez ici

a Compétitions nationales et continentales officielles uniquement.

Dernière mise à jour le 16 novembre 2021.
Sébastien Carrat, né le 20 mai 1974 à Nègrepelisse, est un sportif français, sprinteur ainsi que joueur de rugby à XV au poste d'ailier.

## Biographie
Dans les années 1990, Sébastien Carrat émarge parmi les meilleurs sprinters français. Il joue également au rugby à Caussade puis au Stade toulousain. Pendant deux ans, il cumule rugby et sprint avant de devoir choisir l'un des deux sports. Durant 5 ans, il favorise l'athlétisme avant de revenir au rugby à XV en 1996. Il devient alors professionnel au CA Brive, où évolue également son frère Jérôme.
Il évolue plusieurs saisons au CA Brive en championnat de France et en coupe d'Europe. Le 25 janvier 1997, il joue avec le CA Brive la finale de la Coupe d'Europe (première édition avec les clubs anglais) à l'Arms Park de Cardiff face au Leicester Tigers, les brivistes s'imposent 28 à 9 et deviennent les deuxièmes champions d'Europe de l'histoire après le Stade toulousain en 1996. La saison suivante, il revient en finale avec le CA Brive au Parc Lescure de Bordeaux face à Bath mais les Anglais s'imposent 19 à 18.
Il compte 12 essais marqués sur 10 matches joués en 1996-1997 et 1997-1998 en Coupe d'Europe de rugby à XV.
À la fin de son contrat au CAB, il joue successivement à Limoges, au Métro Racing, Domont et Gaillac.
Après sa carrière, il devient préparateur physique au SC Albi, d'abord auprès de l'équipe espoirs puis des professionnels. En 2019, il quitte le Tarn pour occuper le même poste au Stade toulousain. Il y retrouve Ugo Mola, entraîneur passé par Albi en 2014-2015,.

## Palmarès

### En athlétisme
- Membre du relais 4 × 100 mètres de l'équipe de France d'athlétisme.
- Finaliste du 100 mètres au championnat de France
- Il a établi la 36e meilleure performance française sur 100 mètres en 10 s 34 le 10 juin 1995 à Bâle, sous les couleurs de US Montauban, à 21 ans.
- Il a établi la 42e meilleure performance française sur 200 mètres en 20 s 89 le 14 juin 1995 à Albi, sous les couleurs de US Montauban, à 21 ans.
- 4e meilleure performance française de tous les temps sur 60 mètres (indoor) à Liévin le 25 février 1995.
- Champion de France 4 × 100 m avec l'US Montauban le 4 octobre 1995
- Champion de France Indor du 60 m le 25 février 1995

### En rugby à XV
- Coupe d'Europe de rugby à XV :
  - Champion : 1997 avec le CA Brive à Cardiff, face aux Anglais de Leicester Tigers (2 essais).
  - Vice-champion : 1998 avec le CA Brive à Bordeaux, face aux Anglais de Bath Rugby.
- Coupe de France de rugby à XV :
  - Finaliste : 2000.